# Río Usutu
El Usutu o Usuthu es un río del sur de África que nace en la antigua provincia sudafricana de Transvaal. Recorre 216 km, atravesando Suazilandia y Mozambique donde desemboca en el río Maputo (llamado río Pongola en Sudáfrica). Éste a su vez desemboca en el océano Índico en la bahía de Maputo.
Alimenta los regadíos de la parte superior de su cauce y sufre grandes crecidas que anegan de cieno sus orillas, de ahí su nombre, que proviene de su aspecto lodoso, ya que significa café oscuro.
- Datos: Q6115818